# Le Puits des histoires perdues
Le Puits des histoires perdues (titre original : The Well of Lost Plots) est un roman policier mêlant fantastique et science-fiction de l'auteur britannique Jasper Fforde, paru en 2003. C'est le troisième tome des aventures de Thursday Next.
La traduction française est publiée à Paris en 2006.